# Янув (гміна Паженчев)
Янув (пол. Janów) — село в Польщі, у гміні Паженчев Зґерського повіту Лодзинського воєводства.